# Fernando Soledade
Fernando Soledade va ser un tirador brasiler que va competir a començaments del segle xx.
El 1920 va prendre part en els Jocs Olímpics d'Anvers, on disputà quatre proves del programa de tir. Guanyà la medalla de bronze en la prova de pistola lliure, 50 metres per equips i fou quart en la pistola militar, 30 metres per equips, mentre es desconeix la posició en què finalitzà en les altres dues proves.